# Alfredo Astiz
Alfredo Ignacio Astiz (Mar del Plata, 8 novembre 1951) è un militare e criminale argentino, ex ufficiale della marina militare. Condannato per omicidio e crimini contro l'umanità, era noto come l'Angelo Biondo o Angelo della Morte, durante il governo dittatoriale di Jorge Rafael Videla.
Ex capitano di fregata dell'Armada de la República Argentina, la marina militare, fu tra i più stretti collaboratori dell'ammiraglio Massera. Durante la dittatura, conosciuta come Processo di riorganizzazione nazionale, ebbe il compito di infiltrarsi nelle organizzazioni per i diritti umani come spia; fece parte del Grupo de Tareas 3.3.2 che aveva come base l'ESMA e tra i crimini contro l'umanità che gli vengono attribuiti vi furono anche casi di rilievo internazionale come il sequestro, la tortura e l'assassinio delle monache francesi Alice Domon e Léonie Duquet, per i quali è stato condannato all'ergastolo in Francia, e dell'adolescente argentino-svedese Dagmar Hagelin.
Il 26 ottobre 2011 il tribunale di Buenos Aires lo ha condannato all'ergastolo per i crimini commessi. Nel 1998 era già stato privato del suo grado di capitano di corvetta ed espulso per indegnità dalla Marina argentina. In totale è stato condannato a tre ergastoli per omicidio plurimo e crimini contro l'umanità, tra cui una condanna al carcere a vita ricevuta dalla magistratura italiana per la sparizione e l'omicidio di tre italo-argentini, tra cui Ángela María Aieta.

## Biografia
Nato da famiglia benestante nel 1951, si arruolò in Marina e divenne sottotenente di vascello nel 1974, a soli 23 anni. Il 29 marzo 1976 appoggiò il colpo di Stato del generale Jorge Rafael Videla. Fu assegnato alla ESMA, sotto il comando del capitano di fregata Jorge Eduardo Acosta, dove venne organizzato un centro clandestino di detenzione e un Grupo de Tareas per la realizzazione di operazioni illegali coperte indicato come GT322, della quale fece parte anche Astiz.
Il Grupo de Tareas 322 ha realizzato moltissimi sequestri illegali, portando i "detenuti-desaparecidos" alla ESMA, dove si stima che furono detenute circa 5.000 persone, delle quali sono sopravvissute meno del 5%. Come è stato raccontato dettagliatamente da un altro repressore della ESMA, Adolfo Scilingo, il metodo più comune per fare sparire definitivamente i detenuti erano i voli della morte, attraverso i quali i detenuti venivano sedati e successivamente buttati a mare vivi tramite aerei militari. La dittatura militare di destra giustificò l'orrenda e indiscriminata violenza come necessaria per porre fine alla "sovversione" dei gruppi della sinistra radicale, come i Montoneros e l'ERP.
Nel 1981 era all'ambasciata Argentina a Pretoria, come collaboratore del ammiraglio Rubens Chamorro ed informatore per un sudafricano (svizzero), prima di partire per la guerra delle Malvine all'inizio del 1982. Astiz venne quasi estradato in Francia nel 1982, quando si arrese alle truppe britanniche nel corso della Guerra delle Falkland. Il Regno Unito lo riconsegnò all'Argentina.

### Il gruppo della Chiesa diSanta Cruz
Ad Alfredo Astiz era stato dato il compito speciale di infiltrarsi nelle organizzazioni di diritti umani e, in particolar modo, nell'associazione delle Madri di Plaza de Mayo. Per svolgere questo compito aveva adottato il nome falso di Gustavo Niño, e fingeva di essere il familiare di un desaparecido. Le madri si riferivano a lui affettuosamente come a el rubito ("il biondino"), appellativo dovuto ai capelli biondi e gli occhi azzurri. Sotto quelle mentite spoglie, Astiz si era attivamente impegnato, e il suo nome (falso) figurò addirittura nella petizione in cui si reclamava la libertà di alcuni detenuti che le organizzazioni di diritti umani avevano fatto pubblicare nel giornale La Nación il 10 dicembre 1977. Astiz, sempre sotto il falso nome di Gustavo Niño, accompagnava le madri e altri attivisti alle loro riunioni che si svolgevano nella chiesa Santa Cruz del quartiere San Cristóbal a Buenos Aires e giocava con i bambini e le bambine che facevano parte dei boy scout della parrocchia.
Nel dicembre 1977 si decise che quel gruppo di attivisti per i diritti umani sarebbe stato fatto scomparire, decisione dovuta soprattutto all'esposizione di Astiz all'interno del gruppo stesso. Tra l'8 e il 10 dicembre il Grupo de Tareas 322 ha sequestrato e detenuto clandestinamente l'intero gruppo di Santa Cruz: Azucena Villaflor, Esther Ballestrino, María Ponce (le tre fondatrici di Madri di Plaza de Mayo), le suore francesi Alice Domon e Léonie Duquet, e gli attivisti per i diritti umani Angela Auad, Remo Berardo, Horacio Elbert, José Fondevilla, Eduardo Horane, Raquel Bulit e Patricia Oviedo. Durante il sequestro, Astiz continuò nella sua finzione e segnalò con un abbraccio nell'atrio della chiesa le persone che dovevano essere sequestrate. Durante molti anni, Gustavo Niño fu egli stesso considerato desaparecido e fu incluso in molte liste di detenuti di cui non si conosceva la sorte.
(Testimonianza di Lisandro Raúl Cubas, Legajo N° 6974, Bollettino Nunca Más, CONADEP, 1985)
I dodici membri della Chiesa di Santa Cruz furono torturati e assassinati in un volo della morte. Nel 2005 alcuni corpi che erano stati sepolti con la dicitura N.N. nel cimitero di General Lavalle furono identificati come 5 dei membri di quel gruppo. I corpi erano stati ritrovati in alcune spiagge vicine verso la fine del 1977 ed erano stati seppelliti in fretta.

### Dagmar Hagelin
Il 26 gennaio 1977 il Grupo de Tareas 322 della ESMA ha trattenuto Norma Burgos, moglie di un alto dirigente dell'organizzazione di guerriglia dei Montoneros. Un gruppo, quello in cui si trovava Astiz, rimase nella casa della Burgos per aspettare l'arrivo, previsto per il giorno successivo, di Maria Berger, un'altra alta dirigente dei Montoneros.
Il 27 gennaio 1977 alle 8:30 del mattino la diciassettenne Dagmar Hagelin, studentessa dalla doppia cittadinanza argentina e svedese, amica di Norma Burgos, passò a casa sua per salutarla.
Per via del suo fenotipo nordico (occhi azzurri e capelli biondi) il Grupo de Tareas pensò che si trattasse della dirigente montonera che stavano aspettando, e appena questa varcò la soglia del giardino le puntarono addosso le armi.
Hagelin, un'allenata atleta, rispose uscendo di nuovo in strada e cercando di scappare. Astiz e un caporale di nome Peralta le furono dietro. Astiz quindi le ordinò per due volte di fermarsi, e in seguito le sparò, colpendola vicino al sopracciglio sinistro, senza causarle una ferita molto grave. Hagelin cadde con il viso rivolto verso il pavimento. Le forze di sicurezza fermarono un taxi Chevrolet, targa C-086838, guidato da Jorge Eles, e introdussero la ragazza nel bagagliaio. Secondo quanto affermarono numerosi passanti che presenziarono la scena, la ragazza era viva e cosciente, dato che aveva tentato di fermare il coperchio del bagagliaio prima che questo venisse chiuso. Hagelin fu vista viva alla ESMA, ma si persero tutte le sue tracce nel marzo del 1977.
Per tale crimine la Svezia chiese al governo britannico l'estradizione di Astiz dopo che la Royal Navy lo fece prigioniero durante la guerra delle Falkland, ma l'allora premier Margaret Thatcher si rifiutò di concederla appellandosi alla convenzione di Ginevra.

### Scandalo internazionale
La sparizione delle suore francesi Léonie Duquet e Alice Domon e della giovane argentino-svedese Dagmar Hagelin causò un intervento attivo e diretto dei governi di Francia e Svezia, reclamando al governo argentino informazioni concrete sulle tre donne scomparse. Nel caso di Dagmar Hagelin vi furono anche appelli da parte del presidente degli Stati Uniti Jimmy Carter e del Papa Giovanni Paolo II.
Nel novembre 1979 l'opinione pubblica mondiale conobbe per la prima volta delle testimonianze dirette dei centri clandestini di dentenzione in Argentina, attraverso le dichiarazioni di tre liberate che erano state detenute all'ESMA, Ana Martí, Alicia Milia e Sara Solarz. All'occasione, la stampa svedese affermò che "Dagmar era stata buttata in mare", ma nessuna delle tre donne liberate sapeva nulla sulla sorte della giovane. Alicia Milia e Sara Solarz però erano a conoscenza di un'informazione decisiva: Norma Burgos era stata liberata e si trovava a Madrid.
Le autorità svedesi contattarono quindi Norma Burgos, che testimoniò decisivamente il 13 dicembre 1979. Raccontò che mentre era all'ESMA, vide e parlò con Dagmar Hagelin tre volte: il giorno stesso in cui la giovane fu sequestrata (27 gennaio 1977), due o tre giorni dopo, e verso la fine della prima settimana di febbraio. Le due prime volte, Dagmar era cosciente e si trovava sul lettino dell'infermeria, nel sottosuolo (dove si trovavano anche le stanze di tortura). Aveva una ferita sopra il sopracciglio sinistro, un'emorragia rossa sotto gli occhi, e non poteva controllare gli sfinteri. Le chiese come stava, e la ragazza rispose all'incirca "Nonostante tutto mi sento bene". L'ultima volta che la vide fu al terzo piano, alzandosi il cappuccio per pochi secondi (tutti i prigionieri venivano tassativamente incappucciati durante tutta la permanenza come detenuti): Dagmar era in una stanza da sola, in piedi e con una camicia da notte o vestito a fiori. Intorno al 10 febbraio, la Burgos vide che la stanza in cui si trovava Dagmar era vuota e riuscì a farsi dire da un custode che era stata "trasferita" (termine usato per indicare l'eliminazione definitiva, spesso mediante i voli della morte) individualmente. Burgos ha anche dichiarato che "[...] a differenza di altri casi che venivano riferiti nei dialoghi tra i carcerieri e tra questi e i prigionieri, nessuno ha mai più menzionato la sorte di Dagmar Hagelin."
Norma Burgos era venuta in possesso della camicetta che Dagmar indossava quando fu sequestrata e portata alla ESMA e la consegnò al padre della ragazza.
Nella sua testimonianza, la Burgos apportò un'altra informazione fondamentale, individuando la persona che sparò contro la ragazza e che dirigeva il gruppo che l'aveva sequestrata: Alfredo Astiz.
L'11 aprile 1980, dopo anni spesi in infruttuosi tentativi affinché il governo argentino collaborasse per stabilire i fatti relativi alla sorte dell'adolescente, il governo svedese rese pubblica la testimonianza di Norma Burgos e consegnò alla stampa europea una foto di Astiz annunciando "questo è il sequestratore".

### Guerra delle Falkland
Il 2 aprile 1982 l'Argentina occupò militarmente le isole Falkland. Astiz, in quell'occasione, fu assegnato all'isola Georgia del Sud, per dirigere un gruppo chiamato Los Lagartos ("Le Lucertole"). Il 25 aprile le truppe britanniche sbarcarono nelle isole nell'ambito dell'Operazione Paraquet. La riconquista iniziò il 21 aprile, dopo che il giorno precedente le isole erano state mappate dal radar di un bombardiere Victor.
Elementi del 42º Commando dei Royal Marines, dello SBS e del SAS sbarcarono dalla nave RFA Tidespring, appoggiate da una fregata type 22, la HMS Brilliant, un cacciatorpediniere della classe County, la HMS Antrim, una fregata type 12M, la HMS Plymouth, il rompighiaccio HMS Endurance e dal cacciatorpediniere type 42 HMS Glasgow. Inoltre in area operava il sommergibile della classe Churchill HMS Conqueror. Quando il sommergibile ARA Santa Fe, venne rilevato, venne immediatamente attaccato con cariche di profondità e missili AS.12 dagli elicotteri delle navi in zona, tra cui due Westland Wasp decollati dalla HMS Endurance. Per i gravi danni riportati dal primo attacco con cariche di profondità, il sommergibile non poté immergersi, e venne poi colpito in torretta da un missile anticarro AS.12; di conseguenza venne fatto arenare dall'equipaggio sulla punta King Edward dell'isola Georgia del Sud.
La scarsa guarnigione argentina di Grytviken, sia pure con l'aggiunta dell'equipaggio del Santa Fe, non poteva resistere all'assalto diretto dei commando britannici, appoggiati dai cannoni delle navi in area, e si arrese dopo 15 minuti quando si venne a trovare sotto il fuoco delle truppe che avevano preso terra alle 17:00. Per contro la guarnigione presente a Leith Harbour, comandata dall'allora capitano di corvetta Astiz, si arrese il giorno seguente. In seguito alla resa, venne mandato il seguente messaggio in Gran Bretagna: "Compiacetevi di informare Sua Maestà che la White Ensign (la bandiera della marina da guerra britannica) sventola a fianco della Union Jack nella Georgia del Sud. Dio salvi la Regina." Il primo ministro Thatcher nel dare la notizia alla stampa, disse: "Semplicemente gioite alla notizia!"
La resa delle truppe argentine venne firmata sulla HMS Plymouth dallo stesso Astiz, davanti ai capitani della Royal Navy David Pentreath e Nick Barker Astiz rimase detenuto come prigioniero di guerra. Svezia e Francia richiesero l'estradizione di Astiz alle autorità britanniche dopo aver saputo della cattura, ma la richiesta venne rifiutata. Il Regno Unito, governato allora da Margaret Thatcher, invocò la Convenzione di Ginevra al fine di negare l'estradizione e lo restituì all'Argentina alla fine della guerra.

### Fine della dittatura
Una volta finita la dittatura, Alfredo Astiz continuò a rappresentare uno dei simboli delle aberrazioni commesse durante la guerra sporca in Argentina, e venne spesso aggredito in vari modi nelle poche occasioni in cui compare in luoghi pubblici. Il suo volto è molto noto e riconoscibile: nel 1997 fu picchiato da un sopravvissuto che gli ruppe il naso e la protesi dentale a pugni. Astiz fu espulso dalla marina e privato del grado nel 1998.
La giornalista argentina Gabriela Cerruti realizzò uno storico reportage, nel quale disse, tra le altre cose:
(Alfredo Astiz)

### Condanna
Nel 2003 il presidente argentino Néstor Kirchner annullò l'immunità garantita ai crimini commessi dai "guerrieri sporchi" nella transizione al governo democratico. Astiz viene quindi processato in Argentina, senza effettuare l'estradizione in Francia.
La prima sentenza venne emessa il 26 ottobre 2011: Alfredo Astiz è condannato all'ergastolo assieme ad altri 11 funzionari di polizia, mentre altri 4 funzionari vengono condannati a pene comprese tra i 18 e i 25 anni di carcere. La giustizia argentina ha pronunciato, il 29 novembre 2017, una seconda condanna all'ergastolo: Astiz è stato riconosciuto colpevole per i fatti verificatisi all'ESMA.
Nel 2008 era stato invece condannato definitivamente ad un altro ergastolo dalla Corte di cassazione italiana, per la sparizione e l'omicidio di tre italo-argentini, tra cui Ángela María Aieta.